# اوزو (إهيمه)
مدينة اوزو (بالإنجليزية: Ōzu)‏ هي أحد المدن التابعة لولاية إهيمه. تأسست رسميًا في 11/01/2005. ويقدر عدد سكانها بـ 49543 نسمة حسب تقدير مكتب الإحصاء الياباني لعام 2012. تبلغ مساحة اوزو 432.2 كم2. بكثافة سكانية تبلغ 115 نسمة/كم2.

## معرض صور

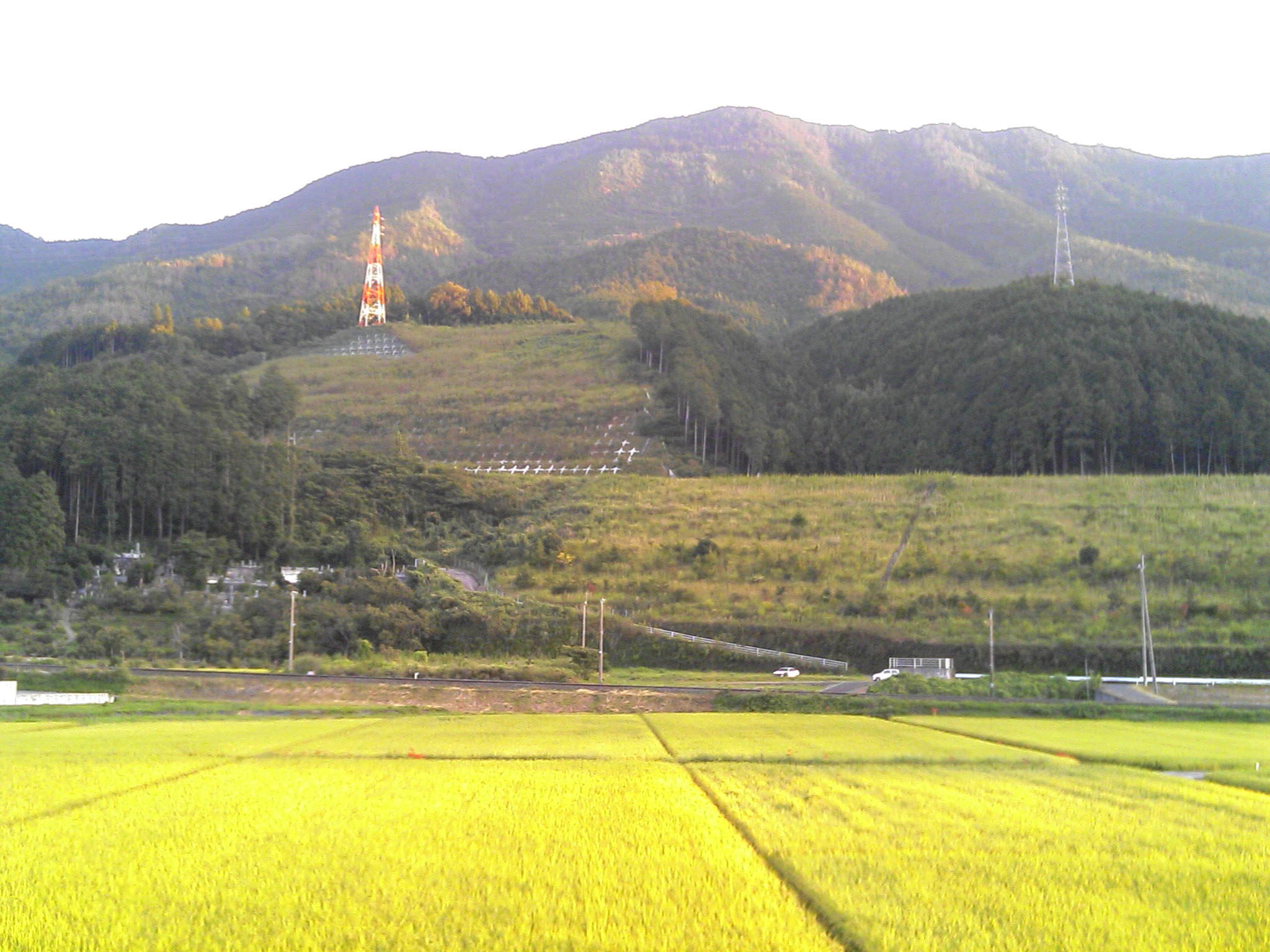
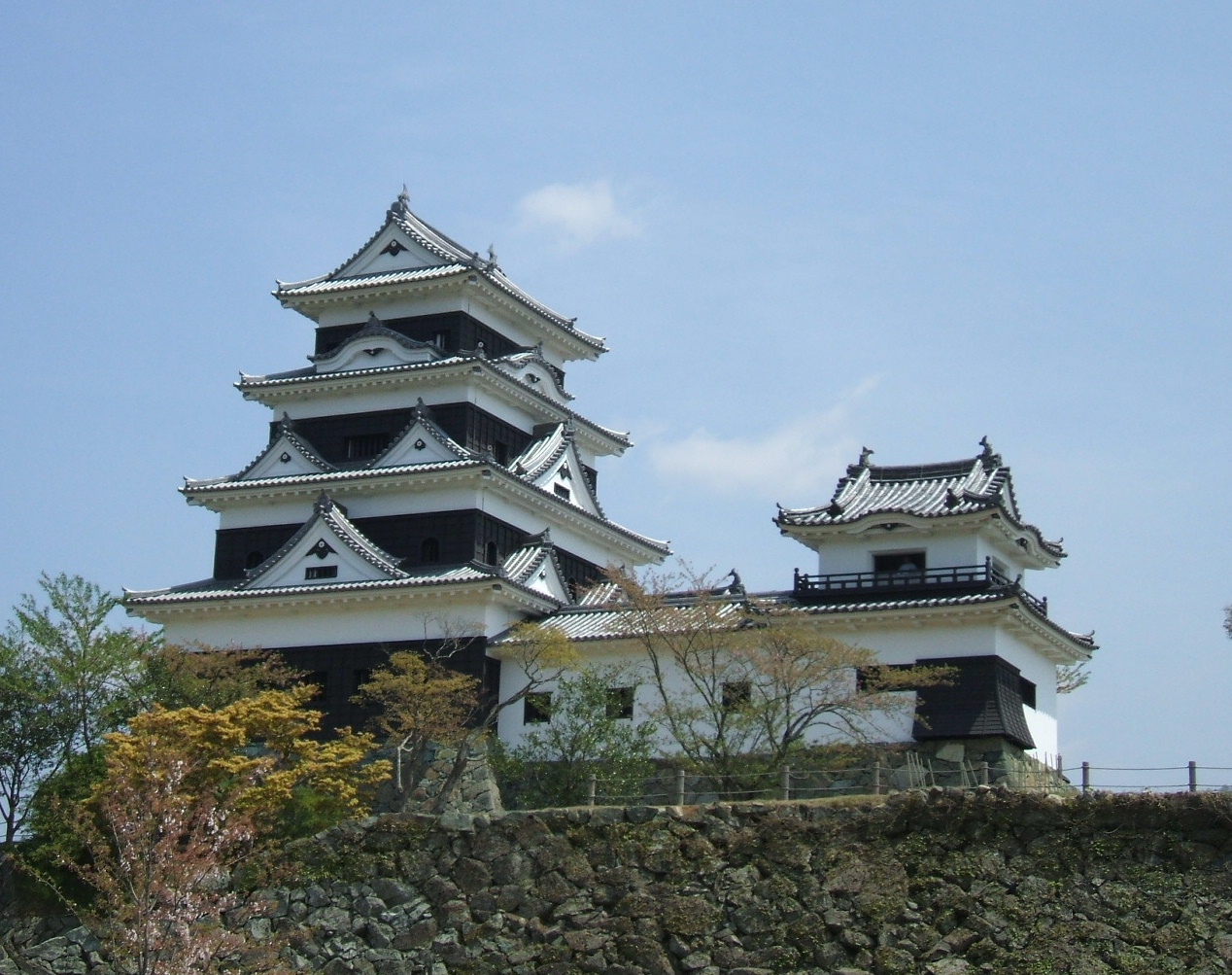
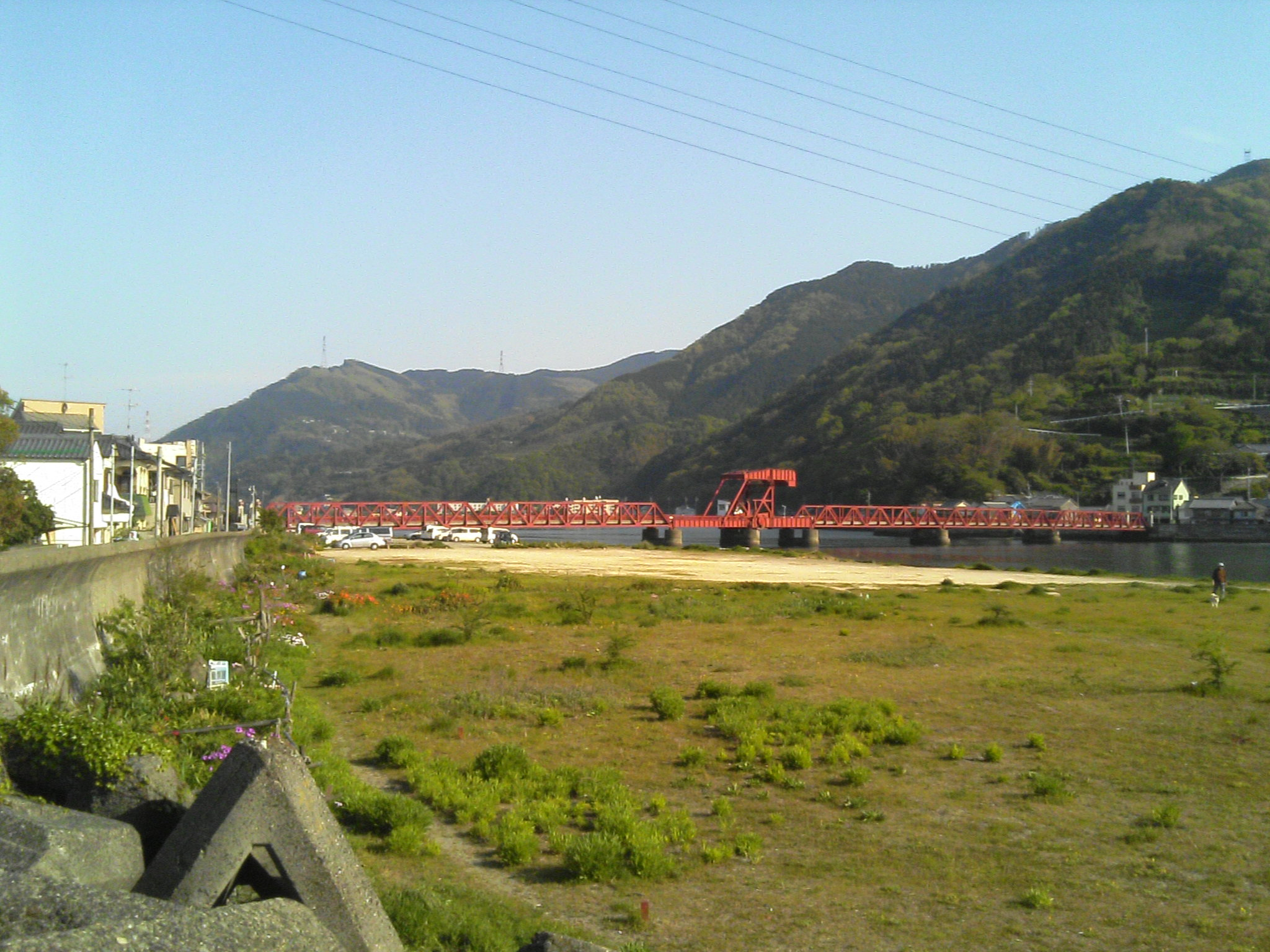

## أعلام
- شيجيرو موريوكا